# Hiperpatia
Hiperpatia – nadwrażliwość na bodźce czuciowe wynikająca z podrażnienia dróg czuciowych przebiegających przez wzgórze; wraz z bólem wzgórzowym jest charakterystycznym objawem zespołu wzgórzowego. 
W niektórych przypadkach nasilenie nadwrażliwości może być tak mocne, że nawet w przypadku zadziałania bodźca dotykowego niezauważalnego w normalnych warunkach, chory odczuwa silny ból utrzymujący się jeszcze przez długi czas po ustąpieniu działania bodźca.